# Julián Padrón
Julián Padrón (San Antonio de Maturín, Estado Monagas, 8 de Setembro de 1910 - Caracas, 2 de Agosto de 1954) é um escritor, jornalista e advogado venezuelano.

## Biografia
Julián Padrón nasceu na San Antonio de Maturín, o Estado de Monagas no dia 8 de Setembro de 1910. Estudou a instrução primária nas escolas particulares da cidade de Cumaná, o estado Sucre. Mais tarde ele fez os estudos da educação secundária na escola Andrés Bello de Caracas. Padrón obteve a diploma do curso complementar na Filosofia em 1929. 
Em 1935 Padrón recebeu dois diplomas: o Advogado da República e o Doutor nas Ciências Políticas. Ele conseguiu o primeiro ante o Tribunal Supremo do antigo Distrito Federal; obteve o segundo na Universidade Central da Venezuela. Nessa mesma universidade ele diplomou-se do Doutor nos cursos Diplomático e Consular em 1944.
Julián Padrón escreveu para a revista Elite de Caracas em 1929. Depois él fundou e dirigiu a gazeta literária El Ingenioso Hidalgo junto a Arturo Uslar Pietri, Pedro Sotillo e Bruno Plá. Essa gazeta, iniciada em 1935, durou pouco tempo.
Padrón trabalhou no journalismo ativo como o fundador e o redator do jornal Unidad Nacional em 1936. Além do mais é colaborador do jornal El Universal de Caracas entre 1945 e 1947, assim como é colaborador de outros jornais e revistas venezuelanas.
Julián Padrón exerceu os cargos do presidente da Associação de Escritores Venezuelanos em 1937 e em 1940, diretor-fundador dos cadernos literários dessa mesma associação, diretor da Comissão da Literatura do Ateneo de Caracas em 1940. Além do mais dirigiu a revista Shell desde 1952 até 1954.
Julián Padrón morreu na Caracas no dia 2 de Agosto de 1954.

## Obras literarias
Julián Padrón é o autor dos seguintes escritos:
Romances
- La Guaricha (1934)
- Madrugada (1939)
- Clamor Campesino (1945)
- Primavera Nocturna (1950)
- Este Mundo Desolado (1954)

Conto
- Candelas de verano (1937)

Comédia dramática
- Fogata (1938)

Sainete
- Parásitas Negras (1939)

Por outro lado Padrón escreveu uma Antología del Cuento Moderno Venezolano, em colaboração com Arturo Uslar Pietri, em 1940 e uma antologia chamada Cuentistas Modernos em 1945.

## Fonte
O seguinte livro tem uma biografia breve de Julián Padrón:
- Padrón, Julián (1984): La Guaricha. Ediciones Amon C.A., Caracas. (Biblioteca de Temas y Autores Monaguenses; Colección Guácharo; Reediciones y Biografías).